# Panama-földszoros

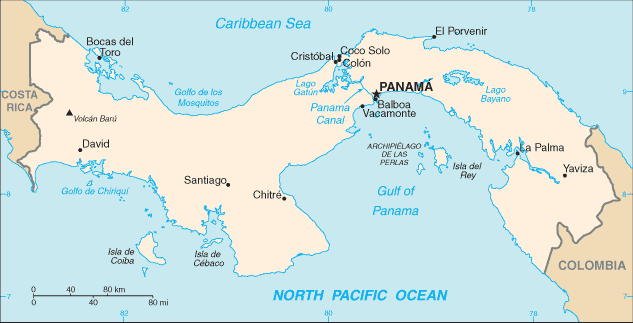

A Panama-földszoros (spanyolul:Tapón del Darién) egy nagy, érintetlen mocsaras–erdős terület, amely a közép-amerikai Panama Darién tartományát választja el a dél-amerikai Kolumbiától. Hossza több, mint 160 km, szélessége körülbelül 50 km. Az útépítés e területen drága és nagy környezetvédelmi díjat kell érte fizetni. A politikai összefogás hiánya miatt nem építettek átvezető utat, ezért Közép- és Dél-Amerika között nincs közúti kapcsolat: a Pánamerikai főútvonalnak ez a darabja hiányzik.
A földszoros földrajzát a kolumbiai oldalon főként az Atrato folyó uralja. Ez olyan, 80 km széles vizenyős területet hozott létre, amelynek fele mocsárvidék. Éles kontrasztként a panamai oldalon ezzel szemben éles kontrasztként hegyvidéki esőerdő nő. A domborzat a 60 méter mélyen bevágódó völgytől a Cerro Tacarcuna 1845 m magas csúcsáig emelkedik.

## Kialakulása
A Panama-földhíd a pliocénben, kb. 3 millió évvel emelkedett ki a tengerből: ez ideig a két Amerikának nem volt szárazföldi kapcsolata. A földhíd tektonikus mozgások eredménye. Kb. 20 millió évvel ezelőtt a Pacifikus-lemez lassan elkezdett betolódni a Karib-lemez alá (szubdukció). Kb. 15 millió évvel ezelőtt tenger alatti vulkánok sora alakultak ki. Ezek fokozatosan szigetekké fejlődtek, majd szárazfölddé álltak össze.

## A földhíd történelme
Az első emberek (a későbbi indiánok ősei) kb. 12-15 000 évvel ezelőtt léphettek a földhídra. Amerika felfedezése után a terület a spanyol korona birtoka lett. A földhidat az európaiak számára Vasco Núñez de Balboa spanyol konkvisztádor fedezte fel 1513-ban, és a „túloldalán” megpillantotta a Csendes-óceánt. Ez megnövelte jelentőségét, de fejlődését a 16. és 17. században a kalózok rendszeres támadásai hátráltatták. A spanyol uralom 1821-ben ért véget; ekkor a terület Nagy-Kolumbia, majd annak szétesése után Kolumbia része lett.
Régóta tervezgették egy, a földhidat átvágó és hajózható csatorna építését, de csak a Szuezi-csatorna megépítése után fogtak hozzá. Az építést a franciák kezdték el, de nem tudtak megküzdeni a helyi környezet nehézségeivel. Nemcsak a hegyes terep okozott problémákat, de több trópusi betegség is — a malária egymaga több mint 20 000 ember halálát okozta. A vállalkozás 1889-re befuccsolt, és ehhez állítólag sikkasztások is jelentősen hozzájárultak (ebből ered a pénzügyi csalások egyik szinonimájaként használt „panamázás” kifejezés).
A csatornát végül az Egyesült Államok építette meg, és emiatt támogatta a terület függetlenné válását. Az 1903-ban kikiáltott független Panama vezetői rögtön koncessziót adtak a csatorna építésére. Ez 1914-ben készült el és a szerződés szerint gyakorlatilag az Egyesült Államok területévé vált. A csatorna 1999. december 31-én került Panama ellenőrzés alá.

## Hatása az állatvilágra
A földhíd létrejötte nagy hatással volt a két Amerika faunájára, amely addig élesen különbözött egymástól: Észak-Amerika korábban Laurázsiához tartozott, így állatvilágát a méhlepényes emlősök uralták. Dél-Amerika korábban Gondwana része volt, így méhlepényesek egyáltalán nem éltek rajta, viszont volt sok erszényes, vendégízületes és futómadár.
A földhíd kialakulása után a két földrész állatvilága keveredett: ez volt a nagy amerikai faunacsere. A fejlettebb észak-amerikai fajok benyomulásával sok dél-amerikai faj kihalt (így például az összes nagy testű erszényes ragadozó). Dél-Amerikába átvándoroltak többek között a kutya-, medve-, teve- és macskafélék, aminek eredményeként ma a dél-amerikai gerinces fajok mintegy fele Észak-Amerikából származik. A dél-amerikai fajok közül főleg a földilajhárok, a tatuk és oposszumok jutottak át Észak-Amerikába.